# La Ballade de Jim
La Ballade de Jim – piosenka nagrana przez Alaina Souchona i wydana na singlu w 1985 roku, który promował album C’est comme vous voulez (1985). Słowa utworu napisał Souchon, a muzykę skomponował Laurent Voulzy. „La Ballade de Jim” to jeden z najważniejszych utworów w dyskografii Souchona. Tytuł pochodzi z pierwszego albumu Souchona, który nagrał dla wytwórni Virgin.

## Kompozycja i tekst
Piosenkę zaaranżował Michel Cœuriot. Warstwa liryczna traktuje o sentymentach – ich skomplikowaniu i subtelności. W utworze przywoływane są motyw romantyczny, zerwanie z ukochaną i próba samobójcza. Bohaterem piosenki jest tytułowy Jim, który przez rozpacz spowodowaną utratą kobiety, upija się za kierownicą samochodu marki Chrysler. Jednak w przesłaniu utworu autor wyraził też nadzieję – Jimowi (w tekście Jimmy) nie udaje się próba samobójcza, po czym budzi się w szpitalu w obecności pielęgniarki, w której się zaurocza. Utwór wraz z teledyskiem jest nawiązaniem i parodią stylu amerykańskiego aktora Jamesa Deana i Hollywoodu jako amerykańskiego centrum przemysłu filmowego. Wideoklip nakręcono w pobliżu wybrzeża nieopodal miejscowości Calvi na francuskiej wyspie Korsyka.
Tekst utworu ma też charakter autobiograficzny. Poprzez tę piosenkę Souchon nawiązuje do śmierci ojca, który zginął w wypadku samochodowym. Do zdarzenia doszło w 1959 roku, gdy muzyk miał 15 lat. W teledysku w rolę tytułowego Jima wcielił się Souchon, dzięki czemu personalizacja w przekazie piosenki została subtelnie wzmocniona. W 2005 roku muzyk stwierdził, że „La Ballade de Jim” była piosenką, na której napisanie poświęcił najwięcej czasu w swojej karierze; dodał, że tekst tworzył przez miesiąc osiem godzin dziennie.

## Nagrody i wyróżnienia
W 1986 roku podczas 2. ceremonii Victoires de la musique teledysk do utworu „La ballade de Jim”, który wyreżyserował Philippe Bensoussan, został wyróżniony jako najlepszy wideoklip.

## Listy przebojów
| Kraj | Lista                    | Pozycja | Źr.   |
| ---- | ------------------------ | ------- | ----- |
| EU   | European Hot 100 Singles | 76      | [ 8 ] |
| FR   | Top Singles & Titres     | 24      | [ 9 ] |

## Inne wersje
- 2014: Amandine Bourgeois (album Au masculin)[10]
- 2017: Izia (album Souchon dans l’air)[11]